# Trakai slot
Trakai Slot (litauisk: Trakų salos pilis) er en øborg i Trakai i det sydøstlige Litauen, på en ø i søen Galvė. Opførslen af slottet blev påbegyndt i 1300-talet af Kęstutis af Litauen, og omkring 1409 blev størstedelen af arbejdet færdiggjort af Vitautas den Store, der døde på slottet i 1430. Trakai var en af de primære fæstninger i Storfyrstendømmet Litauen og borgen havde stor strategisk vigtighe. Sovjetiske kommunister restaurerede borgen og etablerede Trakai Historiske Museum på stedet.